# Relaciones China-Uruguay
Las relaciones China-Uruguay son las relaciones exteriores entre la República Popular de China y la República Oriental del Uruguay. China tiene una embajada en Montevideo. Uruguay tiene una embajada en Pekín y un consulado en Hong Kong.
Ambos países pertenecen al Grupo de los 77.

## Historia

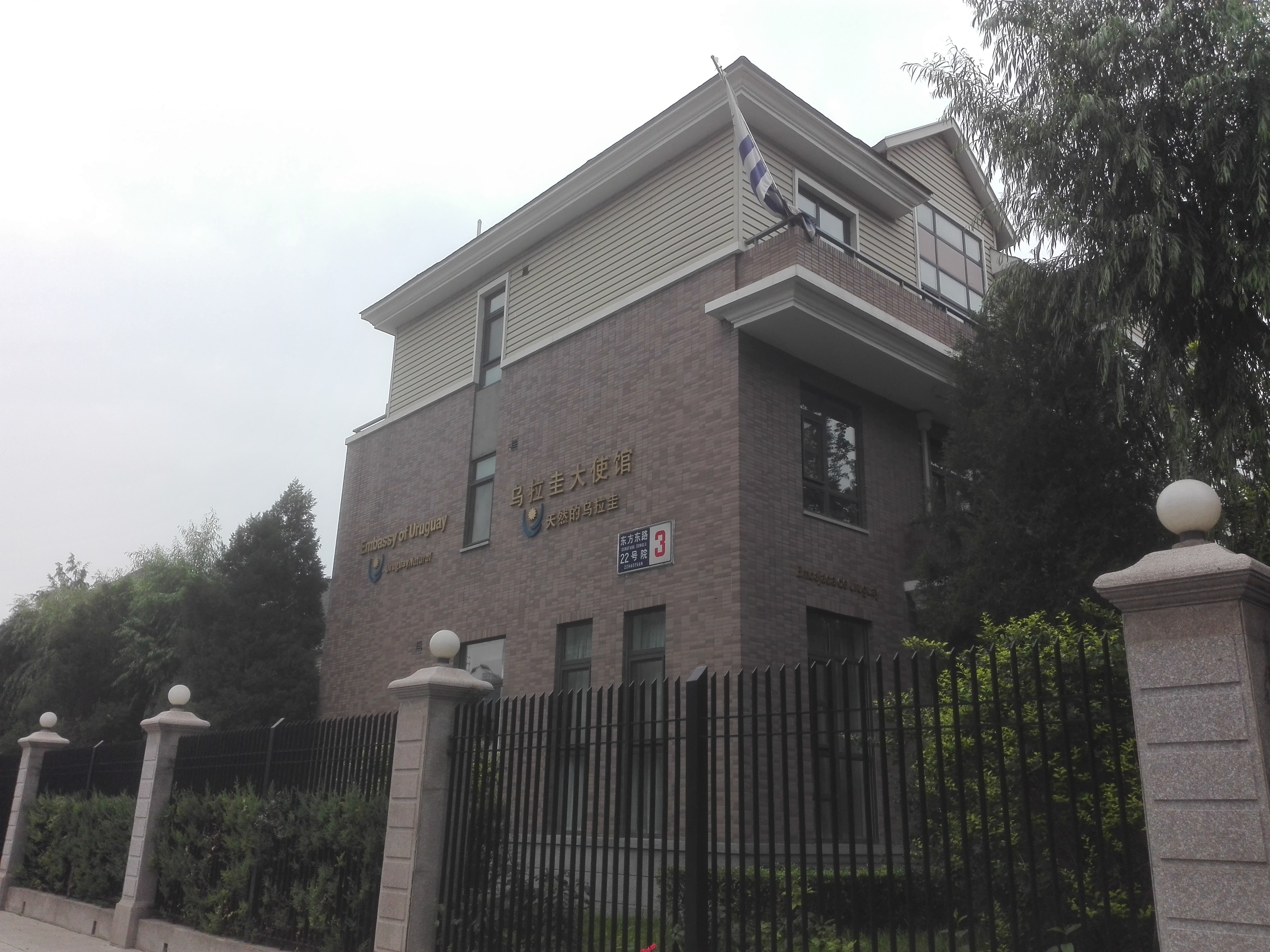
Embajada de Uruguay en Pekín

Uruguay solía tener relaciones bilaterales con la República de China; Éstas se rompieron cuando la República Popular China estableció relaciones diplomáticas con Uruguay en 1988.Ese mismo año, el presidente Julio María Sanguinetti se reúne con el ex primer ministro Zhao Ziyang, el primer ministro durante ese momento Li Peng y el líder Deng Xiaoping en su visita al país asiático.
En 2001, el presidente Jiang Zemin realiza una visita a Uruguay durante la presidencia de Jorge Batlle. 

La presencia de inmigrantes chinos en Uruguay es relativamente pequeña pero significativa.
Existen varios acuerdos entre ambos países:
- Acuerdo de promoción y protección mutua de inversiones (1993)
- Acuerdo de cooperación científica y tecnológica (1993)
- Préstamo preferencial (2006)

También hay una Cámara de Comercio Uruguay-República Popular China en Montevideo.
China es el socio comercial más importante de Uruguay.
El presidente José Mujica recibe en 2011 al vicepresidente Xi Jinping y  en 2012 al primer ministro Wen Jiabao.   
En mayo de 2013 José Mujica hizo una visita oficial a Pekín.

## Misiones diplomáticas residentes
- China tiene una embajada en Montevideo.
- Uruguay tiene una embajada en Pekín y consulados en Cantón, Chongqing y Shanghái.